# Kuholmen
Ne doit pas être confondu avec Kuholmen (Kvinnherad) ou Kuholmen (Stord).
Kuholmen est une île norvégienne du comté de Hordaland appartenant administrativement à Bergen.

## Description
Rocheuse et couverte d'arbres, elle s'étend sur environ 292 m de longueur pour une largeur approximative de 153 m. 